# Coupe de Tunisie de football 1925-1926
Navigation
Coupe de Tunisie 1924-1925 Coupe de Tunisie 1926-1927
La Coupe de Tunisie de football 1925-1926 est la 4e édition de la coupe de Tunisie, une compétition à élimination directe mettant aux prises l’ensemble des clubs évoluant en Tunisie. Elle est organisée par la Ligue de Tunisie de football (LTFA). Cette édition enregistre la participation de 32 clubs.

## Résultats

### Premier tour préliminaire
- Sporting Club de Ferryville bat Tricolores Tinja Sport
- Club sportif des cheminots de Sousse bat Sporting Club de Reyville (Sousse)
- Sfax olympique bat Sporting Club de Sfax
- Métlaoui Sports bat Jeunesse sportive de Métlaoui

### Deuxième tour éliminatoire
- Association sportive du Bardo - Union goulettoise : 3 - 1
- Jeunesse de Hammam Lif - Espérance sportive : 6 - 1
- Sporting Club de Tunis - Saint Germain Sports : 6 - 0
- Club sportif du Belvédère - Jeanne d'Arc (Tunis) : 6 - 0
- Sporting Club de Ferryville - Kram olympique : 2 - 1
- Union sportive tunisienne - Club africain : 3 - 1
- Lutins de Tunis - Union athlétique tebourbienne : 1 - 0
- Union sportive béjoise bat Union sportive souk-arbienne
- Club sportif des cheminots - Avant-garde de Tunis : 10 - 1
- Savoia de Sousse bat Club sportif des cheminots de Sousse
- Jeunesse sportive sfaxienne bat Sfax olympique
- Racing Club de Tunis - Étoile sportive de Massicault : 7 - 2
- Stade gaulois, Football Club bizertin, Tunisian Sporting Club et Métlaoui Sports : Qualifiés directement au tour suivant

### Huitièmes de finale
| Équipe 1                      | Équipe 2                    | Score 90'                |
| Racing Club de Tunis          | Sporting Club de Ferryville | 3 - 2                    |
| Sporting Club de Tunis        | Union sportive tunisienne   | 3 - 0 (match interrompu) |
| Football Club bizertin        | Lutins de Tunis             | 6 - 0                    |
| Stade gaulois                 | Jeunesse de Hammam Lif      | 5 - 1                    |
| Jeunesse sportive sfaxienne   | Métlaoui Sports             | Victoire de Métlaoui     |
| Union sportive béjoise        | Savoia de Sousse            | 3 - 1                    |
| Association sportive du Bardo | Tunisian sporting Club      | Forfait                  |
| Club sportif des cheminots    | Club sportif du Belvédère   | 4 - 0                    |

### Quarts de finale
| Équipe 1               | Équipe 2                      | Score 90' |
| Racing Club de Tunis   | Union sportive béjoise        | 0 - 1     |
| Sporting Club de Tunis | Métlaoui Sports               | 3 - 1     |
| Stade gaulois          | Club sportif des cheminots    | 6 - 1     |
| Football Club bizertin | Association sportive du Bardo | 5 - 1     |

### Demi-finales
| Équipe 1               | Équipe 2               | Score 90' |
| Sporting Club de Tunis | Union sportive béjoise | 5 - 1     |
| Football Club bizertin | Stade gaulois          | 2 - 1     |

### Finale
| Date         | Équipe 1               | Équipe 2               | Score 90' |
| 14 mars 1926 | Sporting Club de Tunis | Football Club bizertin | 2 - 1     |